# Верницы
Ве́рницы (фин. Vernitsa) — деревня в Бегуницком сельском поселении Волосовского района Ленинградской области.

## История
Впервые упоминается в Писцовой книге Водской пятины 1500 года как деревня Верницы в Ильинском Замозском погосте в Бегуницах.
Затем как пустошь Weernitza Ödhe в Григорьевском Льешском погосте в шведских «Писцовых книгах Ижорской земли» 1618—1623 годов.
Обозначена на карте Ингерманландии А. И. Бергенгейма, составленной по материалам 1676 года, как деревня Wärnits.
На шведской «Генеральной карте провинции Ингерманландии» 1704 года — как деревня Wärnitsa.
На карте Санкт-Петербургской губернии Ф. Ф. Шуберта 1834 года — как деревня Верницы.

ВЕРНИЦИ — деревня, принадлежит жене генерал-лейтенанта Труссова, число жителей по ревизии: 32 м. п., 32 ж. п. (1838 год)

В пояснительном тексте к этнографической карте Санкт-Петербургской губернии П. И. Кёппена 1849 года она записана как деревня Wernitz (Верницы) и указано количество её жителей на 1848 год: савакотов — 28 м. п., 27 ж. п., всего 55 человек.
Согласно 9-й ревизии 1850 года деревня Верницы принадлежала помещику Фёдору Ивановичу Труссону.
Деревня Верницы упоминается на карте профессора С. С. Куторги 1852 года.

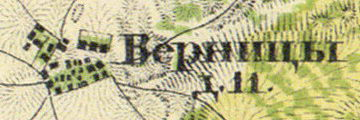
Деревня Верницы на карте 1860 года

Согласно «Топографической карте частей Санкт-Петербургской и Выборгской губерний» 1860 года деревня Верницы состояла из 11 крестьянских дворов.

ВЕРНИЦЫ — деревня владельческая при колодце, по левую сторону Нарвского шоссе в 62 верстах от Петергофа, число дворов — 10, число жителей: 32 м. п., 34 ж. п. (1862 год)

В 1871—1874 годах временнообязанные крестьяне деревни выкупили свои земельные наделы у Ф. И. Труссона и стали собственниками земли.
Согласно материалам по статистике народного хозяйства Петергофского уезда 1887 года одно из имений при деревне Верницы площадью 68 десятин принадлежало эстляндскому уроженцу Р. И. Вильбауму, оно было приобретено в 1887 году за 1200 рублей; второе имение, площадью 59 десятин, принадлежало лифляндскому уроженцу Я. Киршу, оно также было приобретено в 1887 году за 1200 рублей; третье имение, площадью 25 десятин, принадлежало остзейским уроженцам П. и Г. Кошанам, оно было приобретено в 1887 году за 600 рублей; четвёртое имение, площадью 59 десятин, принадлежало лифляндскому уроженцу Я. Нахману, оно было приобретено в 1886 году за 1000 рублей. Ещё два имения при деревне Верницы площадью 21 и 20 десятин принадлежали лифляндским уроженцам Марту и Мику Рейм, они были приобретены в 1887 году за 540 и 500 рублей.
В конце XIX века деревня административно относилась к Бегуницкой волости 1-го стана Петергофского уезда Санкт-Петербургской губернии, в начале XX века — 2-го стана. Население деревни было смешанным — финско-эстонским.
В 1904 году на хуторах близ деревни проживали 93 эстонских переселенца.
С 1917 по 1922 год деревня Верницы входила в состав Верницкого сельсовета Бегуницкой волости Петергофского уезда.
С 1922 года в составе Артюшенского сельсовета.
С 1923 года в составе Гатчинского уезда.
Согласно переписи населения СССР 1926 года в деревне Верницы Артюшинского сельсовета Бегуницкой волости Троцкого уезда проживал 91 человек, большинство финны, а также эстонцы.
С 1927 года в составе Волосовского района.
По данным 1933 года деревня Верницы, а также хутор Верницы, входили в состав Артюшинского сельсовета Волосовского района.

План деревни Верницы. 1938 год

Согласно топографической карте 1938 года деревня насчитывала 20 дворов.
В 1940 году население деревни Верницы составляло 155 человек.
C 1 августа 1941 года по 31 декабря 1943 года деревня находилась в оккупации.
С 1950 года в составе Смедовского сельсовета.
С 1954 года в составе Чирковицкого сельсовета.
С 1963 года в составе Кингисеппского района.
С 1965 года вновь в составе Волосовского района. В 1965 году население деревни Верницы составляло 79 человек.
По данным 1966 года деревня Верницы также находилась в составе Чирковицкого сельсовета.
По административным данным 1973 и 1990 годов деревня Верницы входила в состав Терпилицкого сельсовета.
В 1997 году в деревне Верницы проживали 7 человек, в 2002 году — также 7 человек (все русские), деревня относилась к Терпилицкой волости.
в 2007 году проживали 2 человека, деревня входила в состав Терпилицкого сельского поселения.
7 мая 2019 года деревня вошла в состав Бегуницкого сельского поселения.

## География
Деревня расположена в северной части района к западу от автодороги 41К-014 (Волосово — Керново).
Расстояние до административного центра поселения — 10 км.
Расстояние до ближайшей железнодорожной станции Волосово — 18 км.

## Демография
| 1862 | 2002 | 2007 | 2010 | 2017 |
| ---- | ---- | ---- | ---- | ---- |
| 66   | ↘7   | ↘2   | ↗9   | ↗15  |

### Национальный состав
Согласно данным Всероссийской переписи населения 2021 года в деревне проживали 15 человек, из них:
 русские — 9, армяне — 6 человек.